# Pampha Bhusal
Pampha Bhusal (en népalais : पम्फा भुसाल, née vers 1963, est une femme politique népalaise, membre du Parti communiste du Népal (maoïste) (ou PCN-M).

## Carrière
Le 1er avril 2007, elle intègre le cabinet intérimaire dirigé par Girija Prasad Koirala, par ailleurs président du parti Congrès népalais, avec les fonctions de ministre des Femmes, de l'Enfance et du Bien-être social. Comme ses collègues maoïstes, elle quitte temporairement le cabinet, de septembre à décembre 2007, en raison de différends avec le Premier ministre. Elle occupe de nouveau les mêmes fonctions, de décembre 2007 au 23 juillet 2008, date de la démission formelle du Premier ministre après l'installation de l'Assemblée constituante et l'élection du président de la République.
Le 10 avril 2008, lors de l'élection de l'Assemblée constituante, elle est élue députée dans la 3e circonscription du district de Lalitpur.
Le 31 août 2008, dans le cadre du programme minimal commun (en anglais : Common Minimum Programme ou CMP) de gouvernement entre les maoïstes, les marxistes-léninistes et le Forum, elle est nommée ministre de l'Administration générale dans le gouvernement dirigé par Pushpa Kamal Dahal (alias « Prachanda »), lors de la seconde série de nominations et reçoit ses pouvoirs du Premier ministre, en présence du président de la République, Ram Baran Yadav. Elle n'est pas remplacée dans ses anciennes fonctions de ministre des Femmes, de l'Enfance et du Bien-être social.